# John McCrea
John McCrea (ur. 1965) – amerykański muzyk, autor tekstów, multiinstrumentalista, gitarzysta i główny wokalista zespołu Cake, aktywista społeczny. Napisał i zaśpiewał większość piosenek zespołu. Potrafi grać na gitarze, perkusji, wielu instrumentach perkusyjnych, harmonijce ustnej.
W latach 80. założył m.in. grupę John McCrea and the Roughousers, która grała w barach i klubach w Sacramento. Pierwsze wydane demo formacji miało tytuł „Rancho Seco” – było dostępne tylko na winylu i zawierało dwie wersje utworu – elektryczną i akustyczną. Zespół nagrał również wczesne wersje utworów „Love You Madly” i „Shadow Stabbing”, które zostały później przerobione przez Cake.
Jest również aktywnym przeciwnikiem przemysłu atomowego, kilka jego piosenek i projektów było protestami przeciwko projektom atomowym i innym niszczącym środowisko naturalne w USA. Zwraca uwagę na pogłębiające się globalne ocieplenie i głód oraz biedę na świecie. Używa oficjalnej strony internetowej zespołu i koncertów celem manifestacji na rzecz poprawy warunków życia ludzi w Afryce.
McCrea reprezentuje charakterystyczny głęboki styl wokalu, podobny do tego, jaki reprezentuje np. Michael Stipe.